# Ivan Argounov
Ivan Petrovitch Argounov (en russe : Иван Петрович Аргунов), né en 1729 et mort en 1802, est un peintre russe, célèbre pour ses portraits.

## Biographie
Argounov avait été le serf du comte Pierre Borissovitch Cheremetiev.
Entre 1746 et 1749, il fut l’élève d'un artiste allemand, Georg Christoph Grooth, qui travaillait alors auprès d’Élisabeth Ire de Russie. Devenu lui-même un professeur d'art réputé, il compta notamment parmi ses élèves Anton Pavlovitch Lossenko et Fedor Stepanovitch Rokotov.
Ivan Argounov eut trois fils, dont deux (Nikolaï Argounov et Iakov Argounov) devinrent peintres à leur tour et le troisième (Pavel Argounov) architecte.

## Musées
- Musée russe de Saint-Pétersbourg :

Portrait de J.-V. Varguine
Portrait de G.-V. Varguine
Portrait de la princesse Lobanova Rostovskaïa
- Musée Roumiantsev de Moscou :

Cléopâtre mourante
- Galerie Tretiakov de Moscou :

Portrait de l’architecte Vetochnikov
Portrait de Madame Vetochnikova
Portrait d'une jeune inconnue
- Musée d'art de Samara :

Portrait du prince I.P. Galitzine

## Galerie

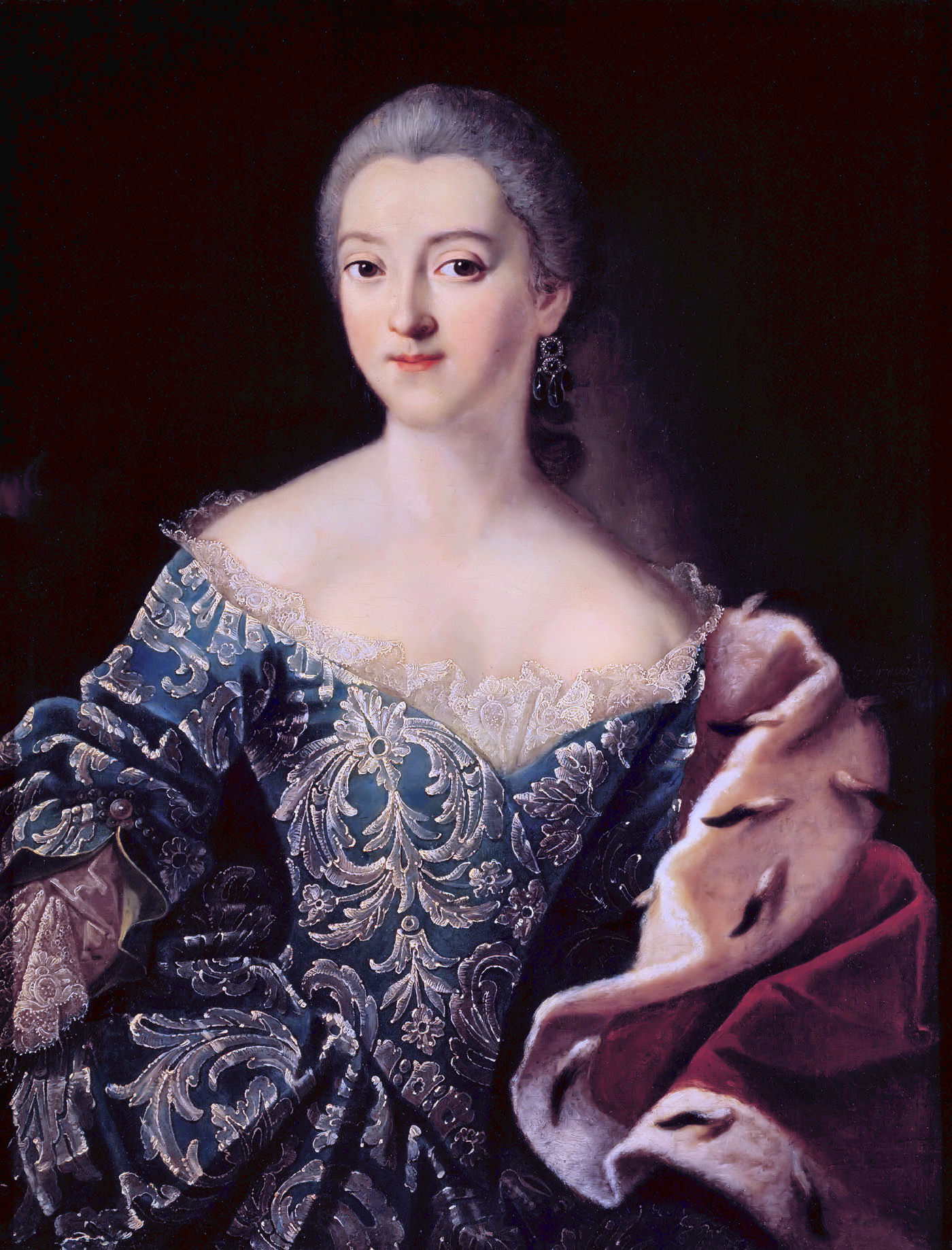
Portrait de la Princesse Ekaterina Alexandrovna Lobanova-Rostovskaïa (1754)
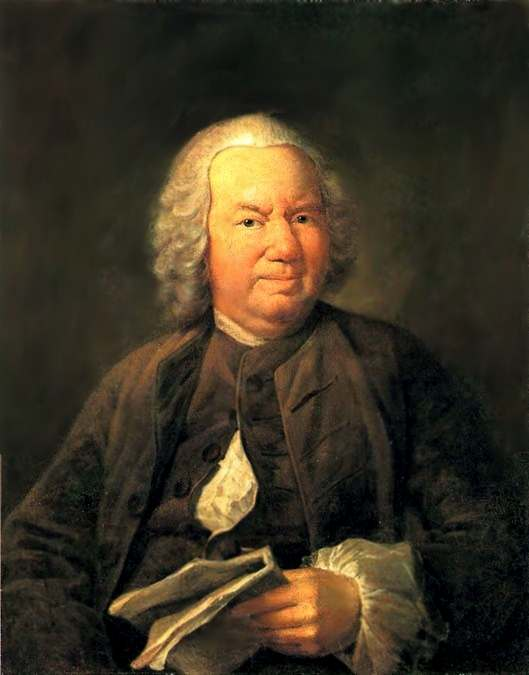
Portrait de K.A. Khripounov (1757)
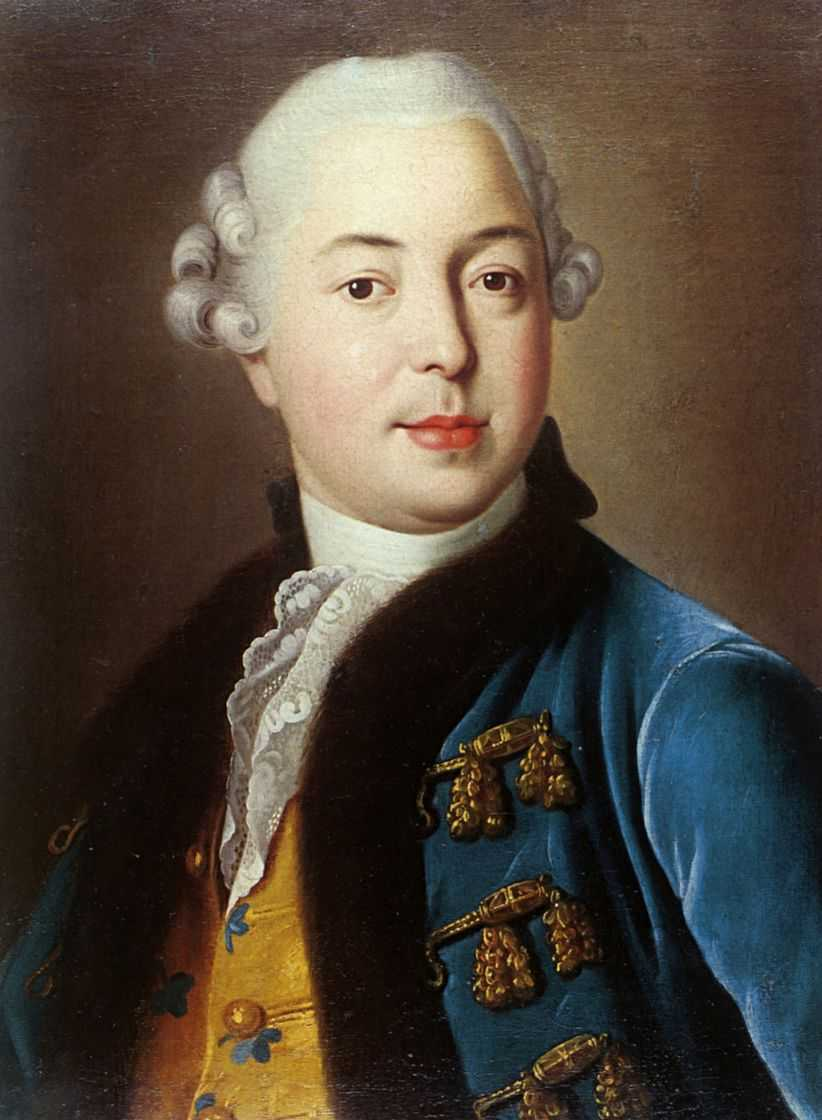
Portrait du prince I.P. Galitzine (vers 1760)
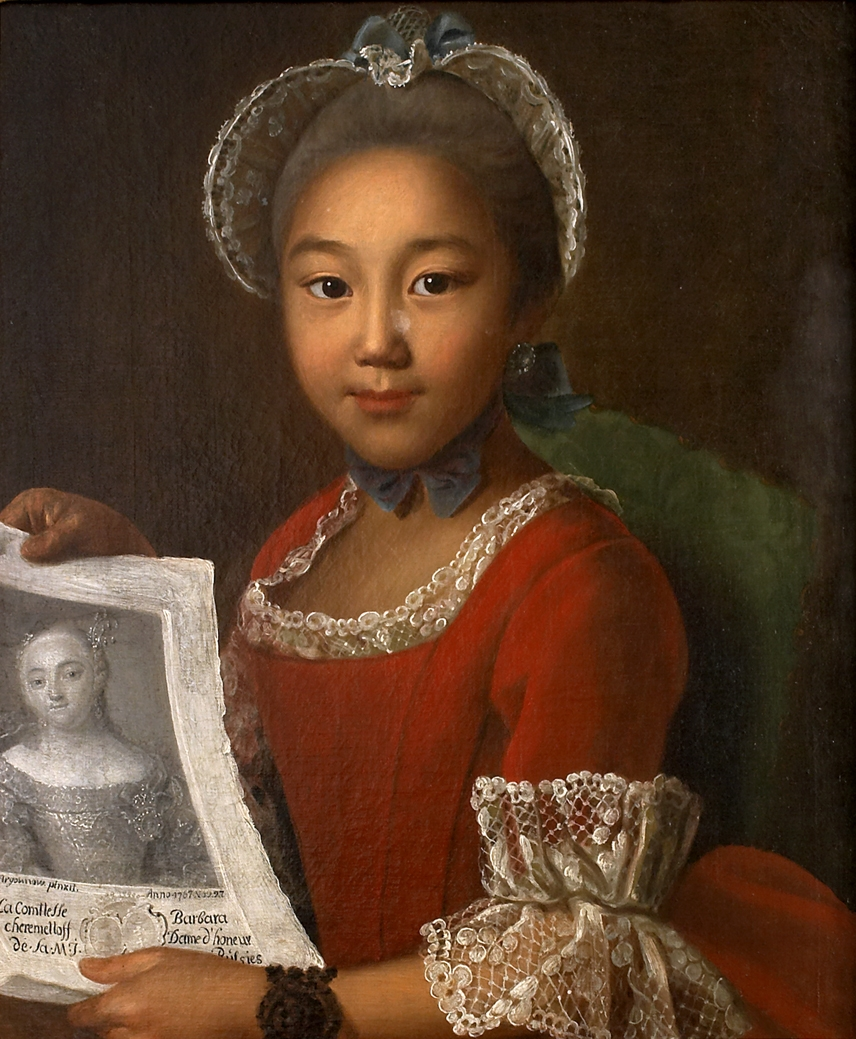
Portrait d’Anouchka, jeune fille kalmouk (1767)
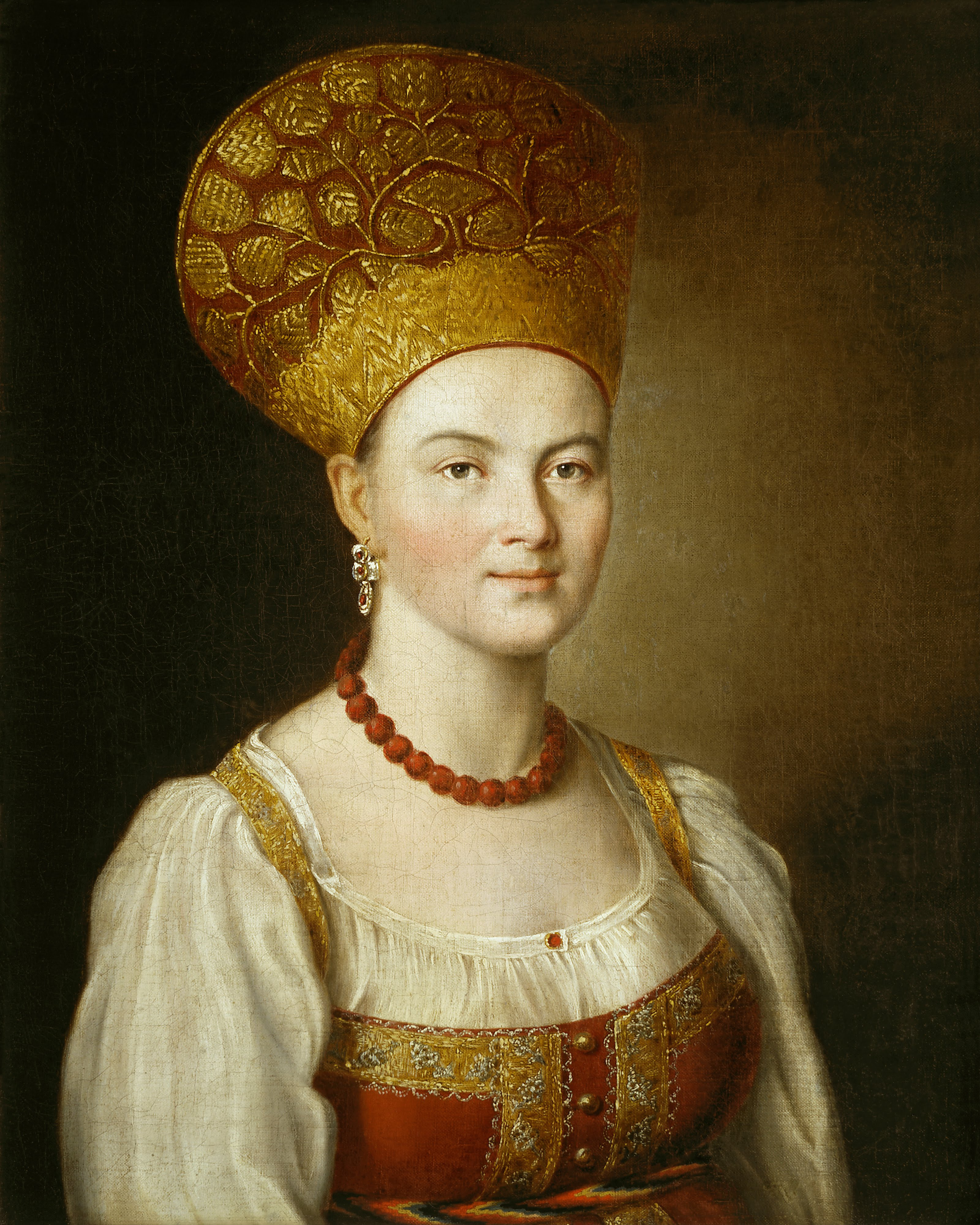
Portrait d'une jeune inconnue (1784)

## Sources
- Bénézit, Dictionnaire des peintres, sculpteurs, dessinateurs et graveurs, Paris, Gründ, 1976, t. I, p. 255